# 龍岩浦事件
座標: 北緯39度59分 東経124度28分 / 北緯39.983度 東経124.467度
龍岩浦事件 (りゅうがんぽじけん) とは、1903年5月に帝政ロシアが朝鮮（大韓帝国）の鴨緑江の森林伐採権を悪用して、ロシア軍を鴨緑江河口の龍岩浦（現在の朝鮮民主主義人民共和国平安北道龍川郡）に駐屯せしめ、軍事基地を設置しようとした事件である。龍巌浦事件とも言う。この事件は日露戦争の引き金となった。
なおロシア側の呼称は鴨緑江利権（ロシア語: Концессии на реке Ялу）となっている。

## 前史

### ロシアの森林伐採権取得
1896年2月11日より李氏朝鮮の国王である高宗はロシア公使館に移り住み (露館播遷)、その間、1896年8月28日に、帝政ロシアは朝鮮と『露人「ブリーネル」茂山及鬱陵島山林伐採並植付に関する約定書』を結び、森林伐採の特許をユーリ・イワノヴィチ・ブリーネルの設立する「朝鮮木商会社」へと与えた。また、ブリーネルはこの約定書に付帯して鴨緑江の森林伐採の特許を得た。鴨緑江の権利は本契約の署名から5年以内に事業に着手しなければ無効とされていたものの、しばらく着手されることはなく、後に期限が20年延長された。

### ロシアの韓国からの撤退
1898年3月、帝政ロシアは清国とのあいだで旅順港・大連湾租借に関する条約を結んだ後に韓国から撤退し、同年4月、日露間で韓国への干渉を制限する西・ローゼン協定が結ばれた。
この西・ローゼン協定について、帝政ロシアのセルゲイ・ヴィッテはその回顧録の中で「もし我々がこの協約を正直に守り、ただ紙の上ばかりでなく、この協約の精神にもっと忠実であったなら、言い換へれば、朝鮮を完全に日本の勢力下に渡してやったなら、恐らくロシアと日本との平和関係はいつまでも続いたことであろう」と述べている。

### ロシアの鴨緑江への進出
1902年1月、日本はイギリスとの間で日英同盟を結んだ。当時のイギリスは、世界各地でロシアと対立していた（グレート・ゲーム）。1902年4月、ロシアは清国と満州還付に関する露清条約を結び、ロシア軍は満州からの撤兵を始めたものの、ロシア将軍エヴゲーニイ・アレクセーエフは撤兵に反対していた。1903年1月、アレクサンドル・ベゾブラーゾフがロシア全権大使として極東に到着し、アレクセーエフはベゾブラーゾフの支持を得て撤兵を中断した。
また、ロシア将軍アレクセイ・クロパトキンの軍隊は「森林伐採事業を支援するため」として鴨緑江方面に進出した。クロバトキン将軍は自著の中で、「(ロシアの)対満鮮策を妨害するヨーロッパ人を排斥する」ことを目的とする「北朝鮮に防御陣地を作って兵卒五千名と砲その他をもった分隊を配置する計画」をアバーザ提督より渡されたと記している。
帝政ロシアのウラジーミル・ラムスドルフ外相とセルゲイ・ヴィッテは、「ベゾブラーゾフ一派のこの行動は日露戦争を誘致する」としてベゾブラーゾフ一派と対立した。ベゾブラーゾフと対立していたセルゲイ・ヴィッテの回顧録によれば、ベゾブラーゾフは以前より以下のように述べていたという。
同年3月26日、ロシア帝国は三大臣が「譲歩政策」の方針に署名した。同年4月、木商会社の代表「クンスブルグ」が鴨緑江山林事業の開始を韓国皇帝に通告した。
同年5月7日、ロシア帝国は会議で「『譲歩政策』は結局我々を戦争に導びく」「ロシアの経済的利益は、その利益を保護するため極東において武装の必要を生じた」とする覚書を承認し、ロシア帝国はこの新方針に基づき、以下の決議を行った。
上記の決議に基づき、帝政ロシアは1903年4月の第二次撤兵はおこなわず、同月、龍岩浦において土地の買収を開始し、要塞を起工して、ポート・ニコラスという軍港を築き、朝鮮半島北部への軍事支配をおよぼそうとしたのである。日本も、これに対し、1902年6月からの日清追加通商条約交渉において満洲への経済的進出をはかり、1903年10月に日清追加通商航海条約に調印した。

## 日露の対立
帝政ロシアは、その冒険主義的な新方針により英・米・独・日を敵に回すこととなった。韓国政府は龍川郡守にロシア人の退去を命じ、ロシア公使に抗議文を送ったものの、1903年7月20日、韓国はロシアと龍岩浦租借条約を締結することとなった。
この韓露間の龍岩浦租借条約に対し日本は、「（1896年の）森林合同契約は一民間企業に対して権利を与えたものであって、ロシア政府自ら経営するのは契約外であり、韓国の主権を侵害するものであったため、これを是認するのは韓国政府にとって甚しい不利を来す」「龍岩浦をロシア人専用の開港場および居留地にすれば、他国人は均霑の利益を得られない（ため、各国との通商条約内にある最恵国待遇の規定に反する）」「龍岩浦において外国人を露国会社の裁判に附するのは、各国との通商条約の規定に反する」として韓国政府に対し条約の即時破棄を要請した。
1904年2月、日露戦争が勃発し、同月、日韓間で日韓議定書が結ばれた。同年3月23日、龍岩浦港が開港した。同年5月、韓国政府は韓露条約を破棄し、同時に豆満江・鴨緑江・鬱陵島の森林伐採の特許権の破棄を声明した。